# Physoschistura brunneana
Physoschistura brunneana és una espècie de peix de la família dels balitòrids i de l'ordre dels cipriniformes.

## Morfologia
- Cos amb 10-14 franges.
- Els mascles poden assolir 4,5 cm de longitud total.
- 13 radis tous a l'aleta dorsal i 8 a l'anal.
- 9+8 radis ramificats a l'aleta caudal i 9 1/2 a la dorsal.
- Línia lateral incompleta.[7][8][9]

## Hàbitat
És un peix d'aigua dolça, demersal i de clima tropical.

## Distribució geogràfica
Es troba a Àsia: conca del llac Inle a Myanmar.